# 로시야 항공의 운항 노선
아래는 로시야 항공의 취항지 목록이다.

## 운항 노선

### 아시아

#### 동남아시아
- 인도네시아
  - 덴파사르 - 응우라라이 국제공항
- 태국
  - 방콕 - 수완나품 국제공항 계절편
  - 푸켓 - 푸켓 국제공항 계절편

#### 남아시아
- 스리랑카
  - 콜롬보 - 반다라나이케 국제공항

#### 서남아시아
- 아랍에미리트
  - 두바이 - 두바이 국제공항 계절편
- 이스라엘
  - 텔아비브 - 벤구리온 국제공항
  - 에일라트 - 오브다 공항 계절편

#### 중앙아시아
- 우즈베키스탄
  - 타슈켄트 - 타슈켄트 국제공항
  - 사마르칸트 - 사마르칸트 국제공항

### 아프리카
- 튀니지
  - 모나스티르 - 모나스티르 하비브 부르기바 국제공항 계절편

### 유럽

#### 서유럽
- 영국
  - 런던 - 런던 개트윅 국제공항
- 프랑스
  - 파리 - 파리 샤를 드 골 국제공항
  - 파리 - 파리 오를리 공항
  - 니스 – 니스 코트다쥐르 공항
- 독일
  - 베를린 - 베를린 쇠네펠트 국제공항
  - 뒤셀도르프 - 뒤셀도르프 국제공항
  - 뮌헨 - 뮌헨 국제공항
  - 함부르크 - 함부르크 공항

#### 중유럽
- 스위스
  - 제네바 - 제네바 국제공항 계절편
- 오스트리아
  - 빈 - 빈 국제공항

#### 남유럽
- 그리스
  - 로도스 - 로도스 국제공항 계절편
  - 코르푸 - 코르푸 국제공항 계절편
  - 테살로니키 - 테살로니키 국제공항 계절편
  - 헤라킬리온 - 헤라킬리온 국제공항 계절편
- 스페인
  - 바르셀로나 - 바르셀로나 엘프라트 국제공항
- 이탈리아
  - 로마 – 레오나르도 다 빈치 국제공항
  - 밀라노 - 밀라노 말펜사 국제공항
  - 리미니 – 페데리코 펠리니 국제공항 계절편
- 키프로스
  - 라르나카 - 라르나카 국제공항
  - 파포스 - 파포스 국제공항
- 튀르키예
  - 보드룸 – 밀라스 보드룸 공항 계절편
  - 안탈리아 - 안탈리아 공항
  - 이스탄불 - 이스탄불 아르나부코이 국제공항

#### 동유럽
- 라트비아
  - 리가 - 리가 국제공항
- 러시아
  - 모스크바
    - 모스크바 - 브누코보 국제공항
    - 모스크바 - 셰레메티예보 국제공항 허브

  - 상트페테르부르크
    - 상트페테르부르크 - 풀코보 국제공항 허브

  - 스타브로폴 지방
    - 미네랄니예보디 - 미네랄니예보디 국제공항

  - 크라스노다르 지방
    - 아나파 - 비자티보 국제공항

  - 극동 연방관구
    - 마가단 - 소콜 공항
    - 블라디보스토크 - 블라디보스토크 국제공항
    - 유즈노사할린스크 - 유즈노사할린스크 공항
    - 페트로파블롭스크캄차츠키 - 페트로파블롭스크캄차츠키 공항
    - 하바롭스크 - 하바롭스크 공항

  - 남부 연방관구
    - 로스토프나도누 - 플라토프 국제공항
    - 볼고그라드 - 볼고그라드 국제공항
    - 소치 - 소치 국제공항
    - 크라스노다르 - 파즈코브스키 국제공항

  - 볼가 연방관구
    - 니즈니노브고로드 - 스팅고 국제공항

  - 북서 연방관구
    - 무르만스크 - 무르만스크 공항
    - 식팁카르 - 식팁카르 공항
    - 아르한겔스크 - 타라굴 공항
    - 칼리닌그라드 - 크라부로보 공항
    - 크라스노야르스크 - 예밀야노보 국제공항

  - 북캅카스 연방관구
    - 마하치칼라 - 유타시 공항

  - 시베리아 연방관구
    - 노보시비르스크 - 톨마쵸보 국제공항
    - 옴스크 - 옴스크 국제공항

  - 우랄 연방관구
    - 예카테린부르크 - 콜초보 국제공항
    - 첼랴빈스크 - 첼랴빈스크 공항
    - 튜멘 - 튜멘 국제공항

  - 프리볼시스키 연방관구
    - 사마라 - 쿠루모치 국제공항
    - 오렌부르크 - 오렌부르크 공항
    - 우파 - 우파 국제공항
    - 카잔 - 카잔 국제공항
    - 페름 - 비사비노 국제공항

  - 크림 자치 공화국
    - 심페로폴 - 심페로폴 국제공항

  - 한티만시 자치구
    - 수르구트 - 수르구트 국제공항
- 몬테네그로
  - 티바트 - 티바트 공항 계절편
  - 포드고리차 - 포드고리차 공항 계절편
- 벨라루스
  - 민스크 - 민스크 국제공항
- 불가리아
  - 바르나 - 바르나 공항 계절편
  - 부르가스 - 부르가스 공항 계절편
- 크로아티아
  - 스플리트 – 스플리트 공항 계절편
- 체코
  - 프라하 - 프라하 바츨라프 하벨 국제공항
  - 파르두비체 - 파르두비체 공항

#### 북유럽
- 덴마크
  - 코펜하겐 - 코펜하겐 카스트럽 국제공항

### 아메리카

#### 카리브해
- 도미니카 공화국
  - 푼타카나 - 푼타카나 국제공항

## 단항 노선

### 아시아

#### 서남아시아
- 아랍에미리트
  - 샤르자 - 샤르자 국제공항

#### 중앙아시아
- 아르메니아
  - 예레반 - 츠바르트노츠 국제공항
- 아제르바이잔
  - 바쿠 - 헤이다르 알리예프 국제공항
- 우즈베키스탄
  - 나보이 - 나보이 국제공항
  - 나만간 - 나만간 공항
  - 누쿠스 - 누쿠스 공항
  - 부하라 - 부하라 공항
  - 우르겐치 - 우르겐치 공항
  - 카르시 - 카르시 공항
  - 페르가나 - 페르가나 공항
- 카자흐스탄
  - 아스타나 - 아스타나 국제공항
  - 알마티 - 알마티 국제공항
  - 외스케멘 - 외스케멘 공항
  - 침켄트 - 침켄트 공항
  - 카라간다 - 세리 아르카 공항
  - 코스타나이 - 코스타나이 공항
  - 파블로다르 - 파블로다르 공항
- 키르기스스탄
  - 비슈케크 - 마나스 국제공항
- 타지키스탄
  - 두샨베 - 두샨베 국제공항
  - 후잔트 - 후잔트 공항

### 아프리카

#### 북아프리카
- 이집트
  - 카이로 - 카이로 국제공항
  - 마르사알람 - 마르사알람 국제공항
  - 샤름엘셰이크 - 샤름엘셰이크 국제공항
  - 후르가다 - 후르가다 국제공항

### 유럽

#### 서유럽
- 영국
  - 런던 - 런던 히드로 국제공항
- 독일
  - 프랑크푸르트 - 프랑크푸르트 국제공항
  - 하노버 - 하노버 공항

#### 중유럽
- 오스트리아
  - 잘츠부르크 - 잘츠부르크 공항

#### 남유럽
- 그리스
  - 아테네 - 아테네 국제공항 계절편
- 이탈리아
  - 나폴리 – 나폴리 국제공항 계절편
  - 카타니아 – 카타니아 폰타나로사 국제공항 계절편
- 튀르키예
  - 이스탄불 - 이스탄불 아타튀르크 국제공항

#### 동유럽
- 러시아
  - 모스크바
    - 모스크바 - 도모데도보 국제공항

  - 남부 연방관구
    - 로스토프나도누 - 로스토프나도누 공항
    - 아스트라한 - 아스트라한 공항

  - 북서 연방관구
    - 페트로자보츠크 - 베소베츠 공항

  - 시베리아 연방관구
    - 겔렌직 - 겔렌직 공항
    - 노릴스크 - 알리켈 공항
    - 바르나울 - 바르나울 공항
    - 이르쿠츠크 - 이르쿠츠크 공항
    - 케메로보 - 케메르보 국제공항

  - 톰스크 - 톰스크 공항
  - 중앙 연방관구
    - 벨고로드 - 벨고로드 국제공항

  - 야말로네네츠 자치구
    - 나딤 - 나딤 공항
    - 노비우렌고이 - 노비우렌고이 공항
- 우크라이나
  - 키예프 - 보리스필 국제공항
  - 도네츠크 - 도네츠크 국제공항
  - 리비프 - 다닐로 로마노비치 국제공항
  - 오데사 - 오데사 국제공항
  - 하르키우 - 하르키우 국제공항